# Самозарядна винтовка
Самозарядна винтовка (или полуавтоматична винтовка) се нарича винтовка, стрелбата от която се води само с единични изстрели, но е с автоматично презареждане. По този начин тя не е напълно автоматична, тъй като за произвеждането на следващия изстрел стрелецът трябва да отпусне и пак да натисне спусъка.
Пример за самозарядна винтовка е M1 Garand (на снимката) винтовка използвана много от американските военнослужещи през Втората световна война.
|  | Тази страница частично или изцяло представлява превод на страницата „Самозарядная винтовка“ в Уикипедия на руски. Оригиналният текст, както и този превод, са защитени от Лиценза „Криейтив Комънс – Признание – Споделяне на споделеното“, а за съдържание, създадено преди юни 2009 година – от Лиценза за свободна документация на ГНУ. Прегледайте историята на редакциите на оригиналната страница, както и на преводната страница, за да видите списъка на съавторите. ВАЖНО: Този шаблон се отнася единствено до авторските права върху съдържанието на статията. Добавянето му не отменя изискването да се посочват конкретни източници на твърденията, които да бъдат благонадеждни. |